# Heriades micheneri
Heriades micheneri is een vliesvleugelig insect uit de familie Megachilidae. De wetenschappelijke naam van de soort is voor het eerst geldig gepubliceerd in 1947 door Philip Hunter Timberlake, die ze had ontdekt in Patagonia (Arizona).
De soort is genoemd naar de Amerikaanse entomoloog Charles D. Michener (die zelf een soort noemde naar Timberlake: Heriades timberlakei).